# Австралийско-барбадосские отношения
Австралийско-барбадосские отношения — двусторонние дипломатические отношения между Австралией и Барбадосом. Ни у одной из стран нет постоянного посла. Региональный верховный комиссар Австралии на Барбадосе аккредитован в Порт-оф-Спейн, Тринидад и Тобаго. Барбадос представлен в Австралии через свою Высшую комиссию в Оттаве (Канада). Барбадос имеет почётного консула и туристическое бюро в Австралии. 
Государства установили дипломатические отношения 7 января 1974 года. Обе страны являются членами Содружества Наций и ранее входили в состав Британской империи.

## История
Барбадос и Австралия установили дипломатические отношения 7 января 1974 года. Дж. К. Инграм стал первым Верховным комиссаром. В 2001 году Верховным комиссаром был назначен Уинфред Пеппинк. С 1994 по 2004 год Верховная комиссия Австралии при Карибском бассейне располагалась в Бриджтауне, однако позднее региональная миссия переехала в Порт-оф-Спейн; отчасти благодаря активной торговле австралийцев с компаниями нефтяного сектора Тринидада и Тобаго. Сейчас эта комиссия представляет правительство Австралии в Барбадосе и 13 других странах Карибского бассейна. Официальное открытие нового здания состоялось 14 декабря 2006 года. 
В 2010 году Филип Кентвелл занял пост Верховного комиссара, который к тому моменту именовался «полномочным представителем Австралии в Карибском сообществе». Кентвелл сообщил средствам массовой информации, что в настоящее время планируется открытие постоянного консульства на Барбадосе и ожидается официальное назначение представителя.

## Экономические отношения

Ежемесячная стоимость австралийского товарного экспорта на Барбадос (в миллионах австралийских долларов) с 1988 года

В 2009 году интернациональный концерн BHP Billiton со штаб-квартирой в Мельбурне стала первой компанией, получившей концессию на поиски нефти и газа в территориальных водах Барбадоса. Компания получила представительства в Карлайл-Бей и Бимшире. В 2011 году министр финансов Барбадоса заявил, что были внесены поправки в различные законодательные акты, позволяющие австралийской энергетической компании начать разведку в ближайшем будущем
В 2009 году обе страны рассмотрели возможность подписания соглашения об избежании двойного налогообложения между двумя странами. Максин Макклин, министр иностранных дел и внешней торговли Барбадоса, сказала: «Вы, несомненно, согласитесь с тем, что переговоры и заключение соответствующих соглашений приведут к увеличению прямых иностранных инвестиций, торговли и общего сотрудничества к нашей взаимной выгоде. При этом Барбадос очень надеется на укрепление своих отношений и сотрудничества с Австралией».